# Can Guanyabens de la Mata
Can Guanyabens de la Mata és una masia de Mataró (Maresme) protegida com a bé cultural d'interès local.

## Descripció
Masia de planta baixa i dues plantes pis amb coberta a dues aigües i acroteri amb gelosia ceràmica. Presenta un cos annex lateral de planta baixa i pis. L'edifici ha sofert modificacions al llarg del temps.
Actualment la façana principal presenta dos arcs escarsers en els accessos de la masia i annex i al primer pis un balcó sobre l'entrada. El segon pis, d'alçada més reduïda, presenta un balcó i un rellotge de sol amb la inscripció "Mas Bonavista".
Tot i les modificacions que ha sofert l'edifici, el cos principal conserva el ritme vertical dels tres eixos, on hi ha les obertures dels balcons i finestres.